# Helen Belcher
Helen Clare Belcher OBE (Reading, 30 de outubro de 1963) é uma ativista transgênero britânica e política liberal-democrata. Ela foi destaque na Rainbow List 's The Independent on Sunday por seu trabalho em questões LGBT, particularmente aquelas que afetam a comunidade trans. Em 2010, ela foi cofundadora da Trans Media Watch, uma instituição de caridade de conscientização trans para a qual ela apareceu no Newsnight. Belcher é vereadora de Wiltshire e candidata parlamentar liberal-democrata por Reading West e Mid Berkshire, tendo anteriormente se candidatado ao Parlamento em Chippenham.

## Primeiros anos
Belcher nasceu em Reading, Berkshire, onde frequentou a Reading School como interna pagante antes de se formar na Universidade de Leeds em 1984. Ela trabalhou inicialmente como professora de matemática em Boston Spa, mas depois mudou-se para software de computador, estabelecendo sua própria empresa de software em 2004. Ela é uma mulher trans que fez a transição em 2004.

## Carreira política e ativismo
Em 2012, Belcher prestou depoimento ao Inquérito Leveson, uma investigação sobre a cultura, as práticas e a ética da imprensa. Ela prestou depoimento novamente em 2015 para o inquérito do Comitê Seleto de Mulheres e Igualdade sobre a igualdade trans, e em 2017 para o inquérito do Comitê Parlamentar Conjunto de Direitos Humanos sobre a liberdade de expressão.
O jornal The Times retirou-se do Comment Awards de 2018 quando Belcher, uma jurada do painel, pediu que seu nome fosse removido após a nomeação de Janice Turner. Foi alegado que Turner havia contribuído para uma série de artigos na imprensa que resistiam à reforma proposta pelo governo à Lei de Reconhecimento de Gênero, com Belcher sugerindo que os suicídios trans aumentaram como resultado.
Belcher concorreu como democrata liberal na eleição para o distrito de Evendons do Conselho Municipal de Wokingham em 2016, mas perdeu por 122 votos para o candidato conservador. Mais tarde naquele ano, ela foi escolhida como candidata parlamentar liberal democrata para substituir Duncan Hames em seu antigo distrito eleitoral de Chippenham, onde não teve sucesso na eleição geral de 2017 contra a conservadora titular, Michelle Donelan. Dois anos depois, outra vez foi candidata liberal democrata de Chippenham para a eleição geral de 2019 e perdeu novamente.
Belcher foi eleita para representar a divisão Corsham Pickwick na eleição do Conselho de Wiltshire de 2021, vencendo com 51% dos votos e uma maioria de 11,94% sobre o candidato do Partido Conservador que ficou em segundo lugar.
Em 2023, Belcher foi selecionada como candidata parlamentar liberal democrata para o novo círculo eleitoral de Reading West e Mid Berkshire nas eleições gerais de 2024. Ela ficou em quarto lugar, com 10% dos votos.
Belcher foi nomeada Oficial da Ordem do Império Britânico (OBE) nas Honras de Ano Novo de 2023 por serviços prestados à comunidade transgênero.